# Скорняков Сергій Іванович
Сергій Іванович Скорняков (нар. 1883, Оренбург — пом. 22 листопада 1921, Базар) — український військовик, сотник саперної сотні 4-ї Київської стрілецької дивізії Армії УНР.

## Життєпис
Сергій Скорняков народився у 1883 році в Оренбурзі в дворянській родині оренбурзьких козаків. Закінчив кадетський корпус і Миколаївське військове училище за військовою спеціальністю сапер. У 1909 році поручик польового саперного батальйону. Дослужився до звання капітана царської армії.
З червня 1920 року Скорняков сотник технічної (саперної) сотні 4-ї Київської дивізії. 21 листопада 1920 року разом з дивізією під натиском більшовиків перейшов річку Збруч, опинившись в еміграції.
Після розформування Повстансько-партизанського штабу в жовтні 1921 року взяв участь у Другому Зимовому поході Повстанської армії у складі Подільської повстанської групи. 16 листопада Сергій Скорняков потрапив у полон до більшовиків. Розстріляний 22 листопада 1921 року біля містечка Базар. Реабілітований 25 березня 1998 року.